# Marco Grossi
Marco Grossi (Milano, 26 de dezembro de 1972) é um ex-futebolista italiano.